# 杜安峰
46°22′33.7″N 9°35′0.6″E / 46.376028°N 9.583500°E

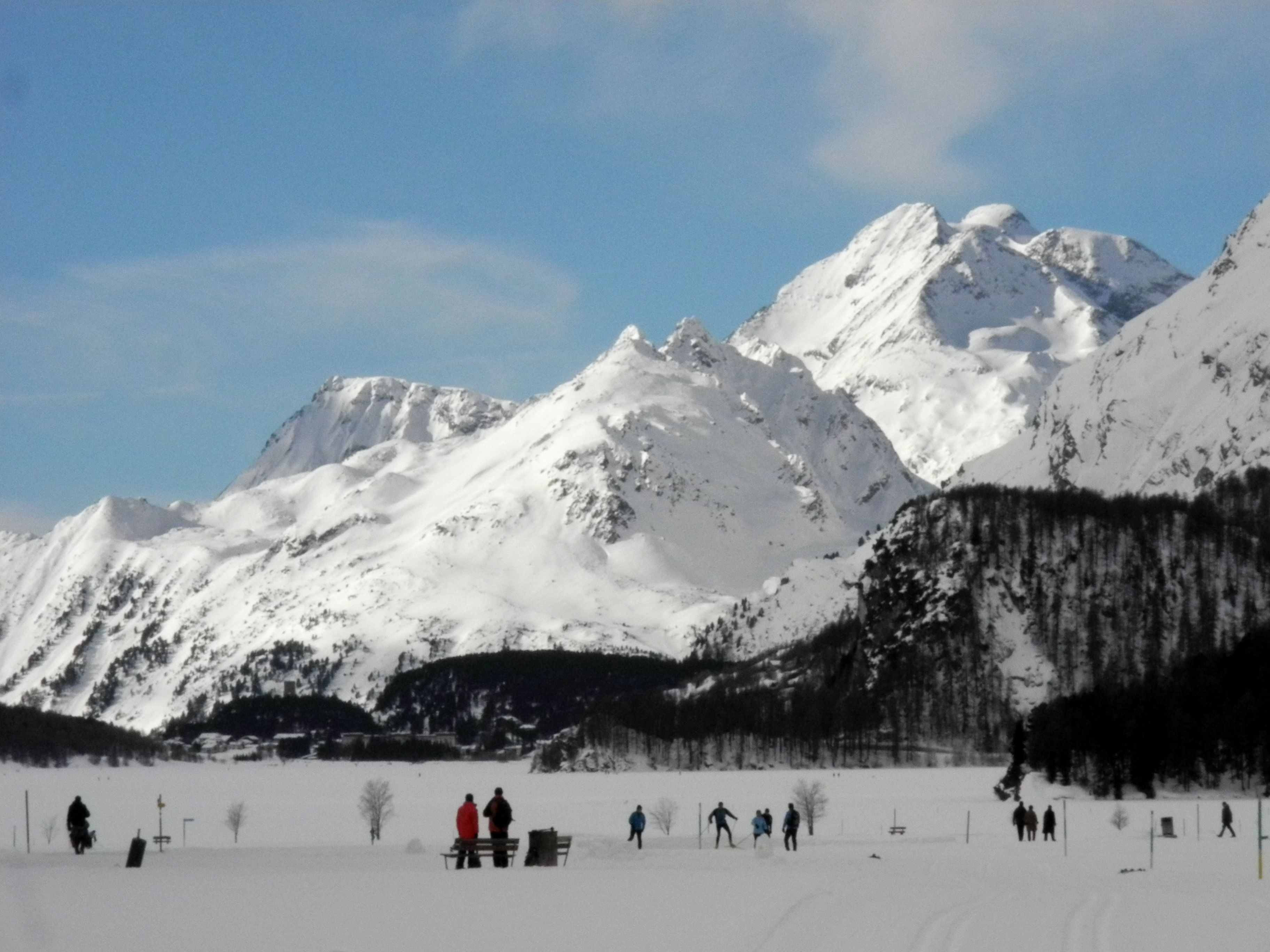

杜安峰（Piz Duan），是瑞士的山峰，位於該國東南部，由格勞賓登州負責管轄，屬於上哈爾布施泰因阿爾卑斯山脈的一部分，海拔高度3,131米，每年平均降雨量1,693毫米。